# ابر آروان
ابرآروان شرکتی در حوزهٔ فناوری ابری است که کار خود را از سال ۱۳۹۴ آغاز کرد و با ده‌ها محصول و قابلیت ابری مختلف مانند شبکه تحویل محتوا (CDN)، ویدئو به‌درخواست، سرور ابری (با قابلیت تنظیم دلخواه منابع)، شبکه توزیع محتوا (افزایش سرعت و امنیت وب سایت‌ها)، فضای ابری (ذخیره‌سازی فایل‌ها در فضای نامحدود ابری)، پلتفرم ویدیویی، کانتینر ابری (استقرار سریع و آسان نرم‌افزارها بر بستر داکر و کوبرنیتز) و ذخیره‌سازی اشیاء (Object storage)، زیرساخت کسب‌وکارهای آنلاین، سازمان‌ها و استارت‌اپ‌ها را تأمین می‌کند. ۲۳ آبان ۱۴۰۱ اتحادیه اروپا، خرداد ۱۴۰۲ دولت آمریکا، ۱۳ سپتامبر ۲۰۲۳ وزارت خارجه استرالیا، سپتامبر ۲۰۲۳ وزارت خارجه بریتانیا این شرکت را تحریم کردند.

## تاریخچه
تیم اولیهٔ ابرآروان در سال ۱۳۹۳ با هدف تولید محصولات فناورانهٔ ابری شروع به کار کرد. اعضای این تیم مؤسس چهار نفر بودند که اولین آشنایی آن‌ها در مسابقات Worldskills شکل گرفته بود. این تیم در اسفند ۱۳۹۳ در مسابقهٔ نوآوری هلدینگ فناپ به عنوان تیم و محصول اول انتخاب شد. پس از چند ماه با سرمایه‌گذاری اولیهٔ فناپ به رقم ۳۰۰ میلیون تومان، فعالیت رسمی ابر آروان آغاز و در دی ۱۳۹۴ ثبت رسمی شد. اسفند همان سال این شرکت در بخش شرکت‌های دانش‌بنیان به عنوان شرکت «نوپای سطح ۱» پذیرفته شد. در سال ۱۳۹۷ دومین مرحله از افزایش سرمایه این شرکت با ارزش‌گذاری ۲۰۰ میلیارد تومان توسط هلدینگ فناپ انجام شد و مجموع سهام این هلدینگ در شرکت ابرآروان به ۴۷٪ رسید.
هر چهار بنیان‌گذار شرکت نویان ابرآروان قبلاً در شرکت شاتل کار می‌کردند.
روز ۲۶ اسفند ۱۳۹۹ با هدف تخریب و حذف اطلاعات، حملات گسترده‌ای به سرویس‌های IaaS و PaaS در دیتاسنتر IR-THR-AT1 ابرآروان صورت گرفت و حدود ۷۰۰۰ مشتری (۱۶ درصد از مشتریان غیررایگان) این شرکت تحت تأثیر این حمله قرار گرفتند و بسیاری از آنها متحمل خسارت‌های زیادی شدند. شرکت ادعا کرد پس از این حمله ۹۷ درصد اطلاعات حذف شده بازیابی شدند. اما ۳ درصد از این اطلاعات حذف شده باقی ماندند.
سامانه نام دامنه ابری مرکز داده و مقابله با DDOS از جمله محصولات ابرآروان هستند.

## همکاری با جمهوری اسلامی ایران
ابر آروان متهم به همکاری با جمهوری اسلامی ایران در پروژه شبکه ملی اطلاعات و همچنین قطع و محدودسازی اینترنت در ایران است.
بررسی‌های مشترک وبگاه آلمانی نتس‌پولیتیک و مرکز پژوهشی کورکتیو و همچنین روزنامه تاتس در آلمان، نام، مشخصات و آدرس شرکتی به نام سافت کلود مستقر در میربوش در نزدیکی دوسلدورف را افشا کردند و مدعی شدند این شرکت زیرمجموعه ابر آروان است و در راه‌اندازی شبکه ملی اطلاعات و قطع اینترنت در ایران کمک می‌کند. به گفته آن‌ها این شرکت در عمل چیزی جز یک نشانی پستی نیست. ولی در عین حال خود را به عنوان شرکتی آلمانی جا زده و کمترین اشاره‌ای به ارتباط خود با ابرآروان نکرده است. در پی افشای این ارتباط ابرآروان نیز با حذف نام سافت کلود از صفحه خود، به نوعی نشان داد که ظاهراً چیزی برای پنهان‌کاری وجود دارد و از انجام تحقیق در خصوص نقش خود در همکاری با حکومت ایران در قطع شدن اینترنت هراس دارد. اما ماجرا به همین‌جا ختم نمی‌شود؛ رد پای شرکتی به ظاهر آلمانی دیگری به نام راین‌موند (Rheinmond) نیز در ماجرای سافت کلود، یعنی شرکت پوششی ابرآروان در آلمان دیده می‌شود که پیش از این نیز کاربرانی در شبکه‌های اجتماعی به آن اشاره کرده بودند. پیش‌تر نیز متخصصان فناوری، از جمله امیرعماد میرمیرانی (جادی)، حسین رونقی و بسیاری دیگر از نقش ابرآروان در قطع دسترسی به اینترنت پرده برداشته بودند. ابرآروان تنها یکی از شرکت‌های طرف قرارداد حکومت فعلی ایران است که به دستیابی این حکومت به شبکه ملی اطلاعات و آماده‌سازی زیرساخت‌های شبکه برای قطع اینترنت جهانی کمک می‌کند. به بیان ساده، ابرآروان با کمک به پروژه ابر ایران شرایطی را فراهم کرده که حکومت ایران هر زمان که نیاز داشته باشد بتواند با هزینه و دردسر کمتری اینترنت را قطع کند.
پس از هک سرور کارگروه تعیین مصادیق محتوای مجرمانه یا همان کمیته فیلترینگ توسط گروه انانیموس اسنادی افشا شد که نشان می‌داد شرکت ابرآروان با دستور این کمیته اقدام به مسدودسازی وبگاه‌های مختلف می‌کرده است. همچنین در یک مورد مسئولان ابرآروان فراتر از دستور داده شده، علاوه بر تارنمای یک وبگاه، آی‌پی سرور آن را نیز مسدود کرده بودند.

## تحریم‌ها

### تحریم اتحادیه اروپا
در ۲۳ آبان ۱۴۰۱ اتحادیه اروپا در واکنش به سرکوب معترضان خیزش ۱۴۰۱ در ایران، تحریم‌های تازه‌ای را علیه نهادها و عوامل جمهوری اسلامی از جمله بسیج، شبکه خبری پرس تی‌وی، یک شرکت در حوزه فناوری به نام ابر آروان و ۳۰ شخص حقیقی اعمال کرد.
اتحادیه اروپا در بخشی از اعلام تحریم‌های خود دربارهٔ شرکت ابرآروان؛ گفته که این شرکت مجری پروژه‌های دولتی در قطع و محدودیت اینترنت بوده است. بخش عمده ابرآروان تحت مالکیت بانک تحریم شده پاسارگارد بوده و تحت شرکت‌های به اصطلاح پوششی احتمالاً اقدام به دور زدن تحریم‌ها و پولشویی برای این بانک می‌کرده و تحریمی متوجه آن نمی‌شده که حال اروپا این شرکت را نیز تحریم کرد.
پیرو تحریم‌های اتحادیه اروپا علیه ابرآروان دامنه com. این شرکت به آدرس arvancloud.com که همه خدمات آن بر روی این دامنه ارائه می‌شد از دسترس خارج شد.
شرکت ابر آروان در واکنش به تحریم اتحادیه اروپا ادعا کرد که نتوانسته «از حقانیت خود» به درستی دفاع کند و تحریم‌ها ناعادلانه و اتهام‌ها «یک‌طرفه و بی‌اساس، ناامیدکننده است.».

#### خروج از تحریم
در ۱۶ فروردین ۱۴۰۳ اتحادیه اروپا نام ابرآروان را از نهادهای تحت تحریم خود حذف کرد. در متن تصمیم اتحادیه اروپا دلیل حذف نام شرکت ایرانی «ابر آروان» از این فهرست ذکر نشد. ولی ابر آروان اعلام کرد حذف نام این شرکت از فهرست تحریم‌های اتحادیه اروپا در پی شکایت و ارائه مستندات فنی و حقوقی به دیوان دادگستری اروپا رخ داده است.

### تحریم آمریکا
در خرداد ۱۴۰۲ دولت آمریکا ابرآروان را به دلیل مشارکت در اجرای اینترنت ملی و سانسور اینترنت تحریم کرد. همچنین دو بنیان‌گذار شرکت، پویا پیرحسین‌لو و فرهاد فاطمی هم تحریم شدند. وزارت امور خارجه ایالات متحده آمریکا این تحریم را بر پایه فرمان اجرایی ۱۳۴۸۶ دونالد ترامپ وضع کرد.

### تحریم استرالیا
چهارشنبه ۱۳ سپتامبر ۲۰۲۳ وزارت خارجه استرالیا، شرکت ابر آروان را به همراه ۴ تن از مسئولان و ۲ نهاد جمهوری اسلامی به دلیل کمک به مسئولان جمهوری اسلامی در مسدود کردن اینترنت و نظارت بر مردم تحریم کرد.

### تحریم بریتانیا
در سپتامبر ۲۰۲۳ وزارت خارجه بریتانیا، شرکت ابرآروان را به دلیل کمک به جمهوری اسلامی برای سانسور اینترنت تحریم کرد. وزارت خارجه بریتانیا گفت: «ابرآروان از شرکای کلیدی وزارت فناوری اطلاعات و ارتباطات ایران است و از توسعه اینترانت سراسری که برای قطع ارتباط مردم ایران از اینترنت جهانی استفاده می‌شود، حمایت می‌کند.»